# Ronco Canavese
Ronco Canavese (piemontiul: Ronch Canavèis, okcitánul: Ronk) település Olaszországban, Lombardia régióban, Torino megyében. Lakosainak száma 271 fő (2023. január 1.). Ronco Canavese Ingria, Locana, Ribordone, Traversella, Cogne, Sparone, Valprato Soana és Pont-Canavese községekkel határos.

## Népesség
A település népességének változása:
| Lakosok száma | 310  | 308  | 271  |
|               | 2017 | 2018 | 2023 |